# Agnatisk-kognatisk primogenitur
Agnatisk-kognatisk primogenitur er en form for førstefødselsret med præference for sønner.
Den danske tronfølge var i perioden 1953-2009 agnatisk-kognatisk primogenitur, hvor tronen arves af sønner før døtre og ældre før yngre. Den yngste søn arver således før den ældste datter. Den britiske tronfølge foregår på denne måde, mens den danske tronfølge fra 2009 er fuldstændig kognatisk. Den saliske lov, som har reguleret arvefølgen i de tyske riger, er til gengæld agnatisk. Af denne grund arvede dronning Victoria ikke sin fars hannoveranske titel, men alene den britiske, ligesom Margrethe 2. ikke arvede sin fars titler som hertug af Slesvig og Holsten.
| Familie | Spire Denne artikel om familie og parforhold er en spire som bør udbygges. Du er velkommen til at hjælpe Wikipedia ved at udvide den. |